# Genii (revue)
Genii, The Conjurors' Magazine est un magazine consacré à l'illusionnisme créé en 1936.

## Histoire
Genii fut créé en 1936 par William W. Larsen, Sr. et dirigé par ses descendants jusqu'en 1998, date à laquelle il fut vendu à la "Genii Corporation", dirigée par Richard Kaufman.